# Latenivenatrix mcmasterae
Latenivenatrix mcmasterae es la única especie conocida del género extinto Latenivenatrix ("cazador oculto") de dinosaurio terópodo trodóntido que vivió a finales del período Cretácico Superior, hace 75 millones de años, durante el Campaniano, en lo que es hoy Norteamérica.

## Descripción
Latenivenatrix puede ser distinguido de otros trodóntidos gracias a las siguientes características diagnósticas, autapomórficas, halladas en la pelvis. El pubis se halla retrovertido formando un ángulo de 17°, el eje púbico está curvado anteriormente, hay una cicatriz muscular grande en la superficie lateral del eje púbico, levemente proximal a la bota púbica, esto también se ha visto en el dromeosáurido Hesperonychus y origina dudas dado que Hesperonychus es también conocido de la Formación Dinosaur Park. Otras características diagnósticas que permiten distinguir aún más a Latenivenatrix de otros trodóntidos derivados son, la forma triangular de cada hueso frontal el cual también tiene un único surco profundo en la superficie de contacto frontonasal, la superficie cóncava anterior en el III metatarso. Aunque este rasgo está claramente ausente en otros trodóntidos derivados tales como Saurornithoides, Talos, Urbacodon y Stenonychosaurus, parece estar presente también en Philovenator y no es claramente verificable en varias otras especies.

## Descubrimiento e investigación
Descrita en 2017 a partir de restos anteriormente identificados como pertenecientes a Troodon. Con una longitud craneana estimada en 45 centímetros y una longitud corporal total de 3 a 3,5 metros, Latenivenatrix es el mayor trodóntido conocido.
El espécimen tipo de Latenivenatrix, CMN 12340, fue descrito originalmente en 1969 por Russell,quien lo refirió al género Troodon. Fue recolectado en los estratos de la Formación Dinosaur Park en Alberta, al sur de Canadá. El espécimen preservaba algunos huesos craneales, frontales, parietales, postorbital, basioccipital y basiesfenoides, cuatro vértebras y cuatro costillas, algunos cheurones y gastralia, un miembro delantero relativamente completo y extremidades posteriores incompletas. Adicionalmente, tres especímenes adicionales provenientes de la misma localidad fueron referidos a la misma especie. Estos son representados por restos más incompletos, uno de los cuales incluye huesos de la pelvis.

## Clasificación
Se halló que Latenivenatrix es un trodóntido derivado (parte de una nueva subfamilia denominada Troodontinae), probablemente relacionado con géneros asiáticos contemporáneos tales como Linhevenator y Philovenator.

## Paleobiología
Latenivenatrix es el mayor trodóntido conocido, con una longitud corporal máxima estimada en 3.5 metros. Siendo un trodóntido derivado, era probablemente un bípedo omnívoro que había perdido las habilidades de sus antepasados que eran voladores primitivos. Su nicho ecológico era probablemente diferente al de Stenonychosaurus, el otro tipo de trodóntido más pequeño conocido de la misma formación. Ambos géneros pueden ser distinguidos por las diferencias morfológicas ya mencionadas.

### Paleopatología
Un hueso parietal catalogado como TMP 79.8.1 tiene una "abertura patológica". En 1985 Phil Currie hizo la hipótesis de que esta abertura fue causada por un quiste, pero en 1999 Tanke y Rothschild interpretaron que era una posible herida producida por una mordedura. Un espécimen eclosionado puede haber sufrido de una enfermedad congénita que resultó en que la parte frontal de su mandíbula estuviera retorcida.